# Paleografie

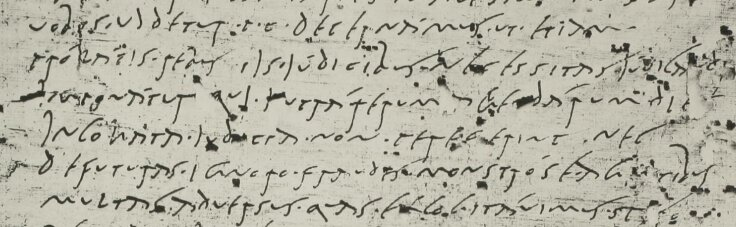
Handschrift

De paleografie (Grieks: palaios - 'oud', graphein - 'schrijven') is een hulpwetenschap van de geschiedschrijving. Een beoefenaar van de paleografie, de paleograaf, houdt zich bezig met het bestuderen en ontcijferen van oude handschriften en archiefstukken. Paleografie ontstond in de late 17e eeuw als wetenschapstak van de mediëvistiek. 
Bij het ontstaan was de paleografie een specialisatie van de oorkondeleer, een hulpwetenschap die dankzij de studie De re diplomatica (1681) van de benedictijn Dom Jean Mabillon voor het eerst vorm kreeg. De paleografie bestudeert de geschiedenis van het handschrift, onder andere de vraag in hoeverre de schrijfstof (perkament, papier) en schrijfmiddelen (ganzenveer, pen, inkt) de vorm van de letters en het schrift hebben beïnvloed. Zo worden bijvoorbeeld de oorkonden van een bepaalde heerser of instelling uiterlijk gekenmerkt door het gebruikte kanselarijschrift. Bepaalde soorten schrift, zoals de Karolingische minuskel en de humanistische cursief, werden vanaf specifieke momenten gebruikt en vanuit bepaalde centra verbreid. Deze kennis draagt bij aan de ontcijfering van oude stukken en teksten. Het resultaat van de ontcijfering is een transcriptie in modern schrift.
Om het handschrift te leren lezen is een cursus een goed begin. Niet het minst leert men daarbij om de vele vormen van afkortingen en interpunctie juist te interpreteren, lettertypes te onderscheiden en door ligaturen verbonden letters te herkennen.